# Nationalratswahlkreis St. Gallen-West
Der Nationalratswahlkreis St. Gallen-West war ein Wahlkreis bei Wahlen in den Schweizer Nationalrat. Er bestand von 1848 bis 1863 und umfasste den westlichen Teil des Kantons St. Gallen.

## Wahlverfahren
Hierbei handelte es sich um einen Pluralwahlkreis. Dies bedeutet, dass zwar mehrere Sitze zu verteilen waren, jedoch das Majorzwahlrecht zur Anwendung gelangte. Im Sinne der romanischen Mehrheitswahl benötigte ein Kandidat die absolute Mehrheit der Stimmen, um gewählt zu werden. Zur Verteilung aller Sitze waren unter Umständen mehrere Wahlgänge notwendig. Jeder Wähler hatte so viele Stimmen, wie Sitze zu vergeben waren.

## Bezeichnung und Sitzzahl
St. Gallen-West ist eine inoffizielle geographische Bezeichnung. Im amtlichen Gebrauch üblich war eine über die gesamte Schweiz angewendete fortlaufende Nummerierung, geordnet nach der Reihenfolge der Kantone in der schweizerischen Bundesverfassung. Aufgrund der wechselnden Anzahl im Laufe der Jahre erhielten manche Wahlkreise mehrmals eine neue Nummer. St. Gallen-West trug ab 1851 (erstmalige Anwendung eines einheitlichen Bundesgesetzes) die Nummer 30.
St. Gallen-West standen stets 2 Sitze zur Verfügung.

## Ausdehnung

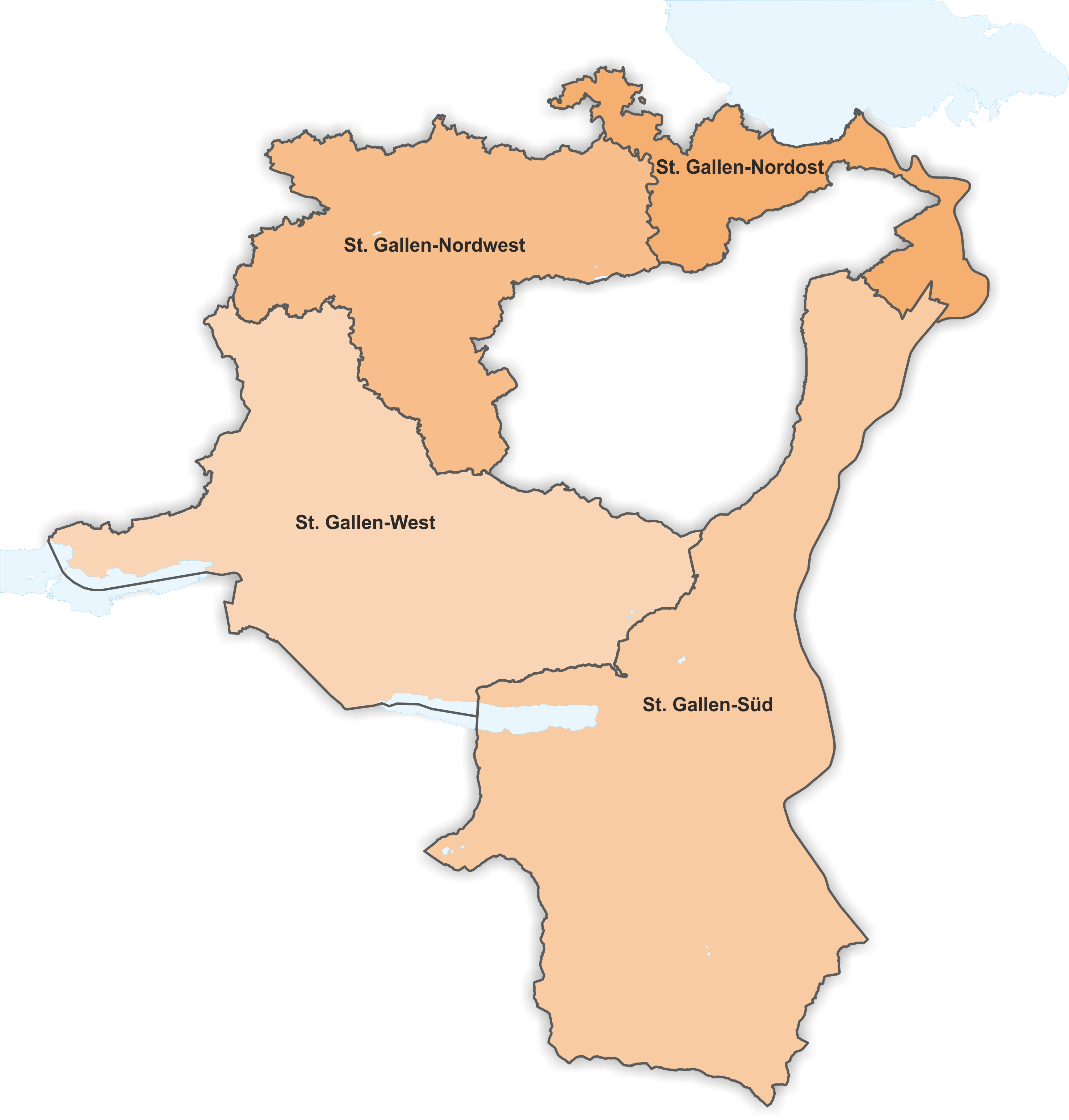
Wahlkreise Kanton St. Gallen 1848–1863

Das Gebiet des Wahlkreises wurde am 21. Dezember 1850 mit dem «Bundesgesetz betreffend die Wahl der Mitglieder des Nationalrathes» erstmals verbindlich festgelegt, wobei man den bereits 1848 von der St. Galler Kantonsregierung geschaffenen Wahlkreis III unverändert übernahm. St. Gallen-West umfasste:
- im Bezirk Alttoggenburg die Gemeinden Bütschwil und Mosnang
- den Bezirk Gaster
- im Bezirk Neutoggenburg die Gemeinden Lichtensteig, Krinau und Wattwil
- den Bezirk Obertoggenburg
- den Seebezirk

1863 wurde das Gebiet auf die Wahlkreise St. Gallen-Nordwest und St. Gallen-Süd aufgeteilt.

## Nationalräte
- G = Gesamterneuerungswahl
- E = Ersatzwahl bei Vakanzen

| Datum      | Wahl | Gewählte | Gewählte                            | Partei |
| ---------- | ---- | -------- | ----------------------------------- | ------ |
| 15.10.1848 | G    |          | Dominik Gmür                        | FL     |
| 15.10.1848 | G    |          | Johann Jakob Steger                 | LM     |
|            |      |          |                                     |        |
| 26.10.1851 | G    |          | Abraham Raschle, Benedikt Schubiger | FL     |
|            |      |          |                                     |        |
| 29.10.1854 | G    |          | Abraham Raschle, Benedikt Schubiger | FL     |
|            |      |          |                                     |        |
| 25.10.1857 | G    |          | Abraham Raschle, Benedikt Schubiger | FL     |
|            |      |          |                                     |        |
| 04.12.1859 | E    |          | Basil Ferdinand Curti               | FL     |
|            |      |          |                                     |        |
| 28.10.1860 | G    |          | Basil Ferdinand Curti               | DL     |
| 28.10.1860 | G    |          | Johann Rudolf Raschle               | FL     |

## Quelle
- Erich Gruner: Die Wahlen in den Schweizerischen Nationalrat 1848–1919. Band 3. Francke Verlag, Bern 1978, ISBN 3-7720-1445-3.